# Drac de Sarrià
El Drac de Sarrià és una bèstia festiva i popular del barri de Sarrià, Barcelona. És una figura feréstega de tres caps que forma part de la imatgeria festiva del barri. La peça és carregada interiorment per una persona i participa en correfocs i més espectacles pirotècnics traient foc pels caps, per la cua i per les ales.
La iniciativa de construir la bèstia, la van tenir un grup de veïns, a principis dels anys 80, volien una figura foguera pròpia que s'identifiqués amb el barri. Uns anys més tard va ser la Colla de Diables Dracs del Tibidabo qui se'n va fer càrrec. Anys més tard i donada la fragilitat d'aquest primer Drac, la Colla de Diables amb l'ajut del centre Excursionista Els Blaus de Sarrià , participa en el concurs Dit i fet de TV3, on obtingueren els diners que havien de menester i de seguida l'encarregaren a l'artista Carles Cabús, creador del original, fer-ne una rèplica amb fibra de vidre. Tanmateix, la bèstia que fan sortir actualment n'és una rèplica més lleugera feta l'any 2015 al Taller de na Dolors Sans de Vilafranca .
El Drac de Sarrià fou enllestit el 1989 i el batejaren el dia 23 d'abril d'aquell any, en una cerimònia en què actuaren de padrins el Drac de Gràcia, batejant el cap central anomenat Tibidabo, el Drac de l'escola Ordandai batejanet el cap dret anomenat Putxet, i el Grup de Meigas de Sàrria (Lugo) que batejà el cap esquerra anomenat Monterols. La Colla de Diables Dracs del Tibidabo (posteriorment Orgàsmika de Sarrià, i avui en dia Diables de Sarrià), batejà la cua. Els tres noms, li posaren, un per a cada cap, que recorden els tres turons que configuren la geografia del districte: Monterols, Putxet i Tibidabo.
Des que va néixer, la bèstia participa en els espectacles pirotècnics del barri, sobretot per la Festa Major, i en actes i celebracions de la ciutat on és convidat. Per exemple, es deixa veure cada any al correfoc multitudinari de les festes de la Mercè, sempre portat per la colla del Drac de Sarrià.